# Cuerna angusta
Cuerna angusta är en insektsart som beskrevs av Nielson 1965. Cuerna angusta ingår i släktet Cuerna och familjen dvärgstritar. Inga underarter finns listade i Catalogue of Life.